# Bertha M. Wilson
Bertha M. Wilson (14 de agosto de 1874 – 1936) foi uma dramaturga, crítica e atriz dos Estados Unidos, que teve fama especialmente na região Central dos Estados Unidos. Ela emprestou alguns de seus monólogos, esquetes e peças para educadores e profissionais. A sua própria obra foi de três tipos: entretenimento em shows de talento; peças e farsas; e monólogos. Wilson's Book of Drills and Marches for Young People and Small Children foi publicado em 1895.

## Formação
Bertha May Wilson nasceu em Missouri, em 14 de agosto de 1874. Seu pai, Isaac Wilson, nasceu em Maryland, em 24 de abril de 1824, enquanto o nascimento de sua mãe ocorreu no Canadá, em 15 de agosto de 1834. Eles vieram para o Condado de Hamilton, no estado de Iowa, quando Allen, a caçula de uma família de nove pessoas, tinha um mês de idade. Em ordem de nascimento, as outras crianças foram : Elizabeth Jane (1854-1863), Jeanette Lamont (1855-1876), Lucy Agnes Hogan-Hohlwegler (1857-?), David Carlton (1859-1863), Joseph Lincoln (1860-?), Lillie Daugherty (1863-?), Minty May (1870-1872) e George Sears (1871-1873). Os cinco primeiros foram de Illinois e o último, do Missouri. O pai, que era agricultor, foi, por muitos anos, identificado com os interesses agrícolas do condado de Hamilton, mas ele estava morando em Blairsburg, Iowa , no momento de sua morte, que ocorreu em 20 de janeiro. 1905. A mãe faleceu em 12 de março de 1900.
Wilson recebeu um diploma de Bacharel de Artes da Universidade do Estado de Iowa , em 1892. Ela também recebeu o grau de Mestre em Artes. Como aluna destacou-se em línguas e literatura, e ganhou prêmios nesses ramos.

## Carreira

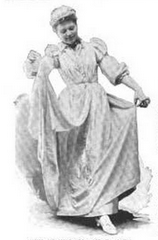
Bertha M. Wilson em "The Snow Song and Dance"

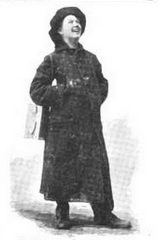
Bertha M. Wilson em "Ye're a Dandy, Ain't Yer!"

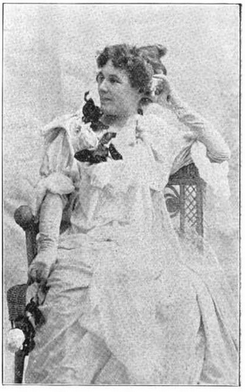
Bertha M. Wilson

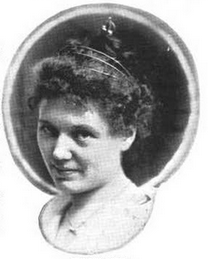
Bertha M. Wilson, em "The Girl Queen"

Para seu próprio entretenimento, Wilson começou a analisar os escritos de vários dramaturgos, desde os clássicos aos modernos. Mais tarde, ela tentou parafrasear e reorganizar essas obras, e, finalmente, criou uma produção original. Seu trabalho foi premiado por sua concepção dramática, sua vivacidade, sua originalidade e sua seriedade.
Suas experiências levaram-na também a assumir o papel de crítica de arte. Ela escreveu para muitas revistas populares sob diferentes pseudônimos, e muitos editores publicaram seu trabalho de ficção.

## Vida pessoal
Em 1899, ela se casou com Herbert F. Allen. Eles eram cristãos e ajudaram no trabalho de diversas organizações da igreja local.

## Estilo
"A Chinese Wedding" foi organizado como uma pantomima em sete cenas, para dez homens e dez mulheres. Podia ser facilmente produzida e tinha uma duração de vinte e cinco minutos. As cenas eram uma vívida imagem de uma cerimônia de casamento na China nesse período.
"The Christmas Star" foi um monólogo para uma jovem senhora, com duração de vinte minutos, com fácil cenário e figurino. Era uma história de um empregada, cujo talento musical era descoberto por um visitante inesperado, numa véspera de Natal.

## Trabalhos selecionados
- The bootblack drill, a novelty drill for small boys or girls
- Playing the society belle; or, The tragedy of a slipper. Comedy monologue for a woman. Tempo, 15 minutos., 1894
- Wilson's book of drills and marches for young people and small children of both sexes, 1895
- John Brown's ten little Injuns; a tomahawk march and drill for the male characters, 1895
- The Turk-ey drill, a nonsense comedy-song drill for male characters, 1895
- The witches' march and broom drill, a fantastic drill and march for female characters, 1895
- Maud Muller drill; a pantomime drill for male and female characters, 1895
- Spring garlands; a "pose"-y drill and march for maids and gallants of ye olden tyme, 1895
- The vestal virgins : a spectacular taper drill for ten or more female characters, 1895
- Nigger baby : a monologue, 1895
- The show at Wilkins' Hall, or, A leaf from the life of Maria Jane, 1895
- A Chinese wedding : a representation of the wedding ceremony in China, arranged as a costume pantomime in seven scenes, 1895
- The tragedy of blind Margaret ; an adaptation from Longfellow's Blind girl of Castèl-Cuillè. A monologue in three scenes, 1900
- Preciosa, the Spanish dancer, 1911
- The Christmas star; a monologue in two scenes, 1911
- Mr. Spriggs' little trip to Europe, a comedy in one act, 1912
- The march of the Chinese lanterns, a spectacular novelty drill for girls, 1912
- Raggles' Corner, a farce in one scene ..., 1913